# Tommaso Mannarini
Tommaso Mannarini, al secolo Camillo (Palermo, 1585 – Palermo, 18 gennaio 1637) è stato un religioso, teologo e letterato italiano.
Fu una delle figure più rispettate della Congregazione cassinese e della Chiesa cattolica del suo tempo.

## Biografia
Nacque a Palermo nel 1585, figlio di Santo e Nunzia, e venne battezzato col nome Camillo. Sin da giovane dimostrò una predisposizione per lo studio, che lo portò ad essere inviato al Seminario arcivescovile di Palermo. Si distinse nelle scienze filosofiche e nella teologia dogmatica e morale, conseguendo la laurea in entrambe le discipline. La sua eccellenza intellettuale e la sua personalità affabile gli garantirono il rispetto e l'affetto di tutti, portandolo ad ottenere il titolo di beneficiato nella Collegiata di San Pietro a Palermo.
Dopo un attento discernimento, decise di entrare nella vita religiosa, entrando nel monastero della Congregazione cassinese di San Martino delle Scale, dove venne ordinato il 14 settembre 1609 assumendo il nome Tommaso. Qui, sotto la guida dell'abate Urgel, divenne rapidamente un insegnante di grande rinomanza, prima in filosofia e in casi di coscienza, e successivamente in logica e teologia. Le sue lezioni attirarono studenti di grande valore, che lo avrebbero poi seguito in posizioni prestigiose in Italia e all'estero.
La sua reputazione si estese ben oltre i confini di Palermo. Fu inviato a insegnare in alcuni dei più importanti monasteri d'Italia, tra cui la Basilica di San Paolo fuori le mura a Roma, il monastero della Basilica di Santa Giustina a Padova e quello della Basilica di San Simpliciano a Milano. La sua competenza nelle scienze teologiche e nel diritto canonico gli valse numerosi incarichi prestigiosi.
Nel 1626 pubblicò una delle sue opere più importanti, la Contemplatio Theologica de prima Dei perfectione, che fu universalmente acclamata per la sua profondità dottrinale e la chiarezza del pensiero. Il suo nome divenne famoso anche in Germania, dove fu nominato Pro Cancelliere dell'Università di Salisburgo. La sua abilità nel rispondere alle complesse questioni teologiche e filosofiche lo rese una figura centrale in molti circoli intellettuali europei.
Nel 1628, su invito del cardinale Federico Borromeo, fu nominato consultore e qualificatore dell'Inquisizione nell'arcidiocesi di Milano, un incarico che svolse con grande equità e rigore. Durante questo periodo, collaborò con Francesco di Sales per le missioni a Ginevra, dove cercò di contrastare la diffusione del protestantesimo con una serie di interventi teologici e pastorali.
Dopo una carriera ricca di successi e onori, tornò in Sicilia, dove si ritirò nel monastero di San Martino delle Scale. Nonostante le sue difficoltà di salute, continuò a insegnare e a risolvere difficili questioni teologiche. Tuttavia fu colpito da una grave paralisi e morì il 18 gennaio 1637, all'Ospizio del Santo Spirito. La sua morte lasciò un grande vuoto nel mondo accademico e religioso del tempo.